# Црне шамије
Црне шамије су била женска организација основана у Другом светском рату, као реакција на масовна стрељања окупатора. Настала ко посебан ратни феномен организација је основана у Крагујевцу и околним селима крајем 1941. године. Као главне организаторке Црних шамија, помињу се сестре Сарамандић и Радмила Божић из Бадњевца, ћерка проте Андре Божића, који је већ маја 1941. почео да сарађује са равногорским покретом, а 21. октобра 1941. је стрељан од стране Немаца приликом репресалија.

## Назив
Име „Црне шамије” организација је добила по црној марами – шамији коју су жене у Србији носиле у знак жалости за изгубљеним њима блиским особама.

## Разлог оснивања и организација
Основни разлог настанка организације били су отпор и освета, пошто се сматра да су припаднице организације биле углавном жене чији су најближи стрељани у репресалијама октобра 1941. године. Иако код појединих то није био случај, крагујевачка трагедија је свакако деловала као мотивациони фактор за активизацију, жена Груже.
На оснивање организације утицали су и погледи жена припадница равногорског покрета на сопствени положај, који је углавном био у оквирима равногорског конзервативизма и традиционализма, а основна карактеристика њихове борбене мотивације, поред антифашизма, био је и антикомунизам, па су оне своју борбу виделе не само као тежњу за еманципацијом жена, већ и као националну, али и антикомунистичку активност и дужност.

## Оснивачи и задаци
Са намером да део жена Србије ангажује и да свој допринос у ратним сукобима у окупираној Србији, спонтано је настала посебна, самоникле женске борбене организације, која је у том периоду представља посебан ратни феномен. У том смислу организација и одред Црних шамија сматра се изузетком од стререотипног учешћа жена у рату на страни ЈВуО и равногорске организације. Поред тога, ова организација превазилазила је оквире равногорског покрета, пошто је настала самоиницијативно и накнадно му се придружује, па тиме представља и посебну, специфичну појаву.
Након оснивања организација се повезале са равногорским покретом са намером да врши;
Курирску и снабевачку службу
У њиховој организацији младе сељанке свакодневно су долазиле из села у варош, са корпама намирница на пијац, али најчешће са информацијама из шумских штабова, а враћале се у село са завојима и лековима, са средствима за одржавање хигијене.
Сакупљање оружја и муниције
У сакупљању, преношењу и чувању оружја и муниције нарочито су се истакле поједине чланице организације, јер је за ту активност била потребна значајна доза храбрости и сналажљивости.
Организационо у равногорском покрету организација је третирана као одред Црних шамија који је имао своју начелницу и био признат од министра војске Михаиловића. Одред је још 1942. озваничен као „припадајући одред ЈВуО“ и као такав је оперативно деловао на терену Шумадијске групе корпуса ЈВуО.
Организација је била строго конспиративна, чланице су деловале под шифрама и надимцима и са равногорским покретом биле су повезане искључиво преко Новице Лукића, свршеног питомца Артиљеријско техничког завода у Крагујевцу који је имао конспиративно име „Анђео“. Лукић је био спона између команданата одреда Душана Смиљанића, Александра Милошевића и Марка Музикравића, од којих је добијао директиве за рад.
Најактивније чланице биле су сестре Вера и Рада Сарамандић, иако им нико од чланова породице није био стрељан у Крагујевцу, али је породична и приватна повезаност са равногорским покретом учинила да за равногорску организацију вежу рад Црних шамија. Велики број чланица организације био је у емотивним и брачним везама са припадницима равногорског покрета, што је вероватно представљало један од примарних разлога за њихову активност. Слободан Ћировић, у свом делу „Гружа у четницима” наводи 25 жена које су биле чланице Црних шамија.

## Излазак из конспиративности
У "Упутству за организацију југословенске организације равногорки" почетком 1944. године изнети су захтеви да још успешнији рад одреда Црних шамија, па је у том смислу командант Прве крагујевачке бригаде ЈВуО добио задатак да предузме мере да се независно од Црних шамија у Крагујевцу образују женска друштва према издатим упутствима. У складу са овим иницијативама, током 1944. Црне шамије излазе из конспиративности, и ангажују се за потребе Женске равногорске организације санитета.

## Признања
Мајор Душан Смиљанић, командант Шумадијске групе корпуса је јуна 1944. похвалио Црне шамије и њихову начелницу истичући да је одред 
...сјајно одговорио својој родољубивој замисли, и показао родољубље и храброст приликом многобројних дела за спас Српства и Отаџбине...и да ..Наредбу којом су похваљене Црне шамије треба јавно прочита на збору.

## Контроверзе
Како је конспиративан рад организације условио малу количину података о њеној делатности, саставу и начину дејства, код појединих аутора у називу Црних шамија срећу се контроверзе о карактеристикама организације, по којима је једна од њих да је она била женска борбено-обавештајна организација.